# Agostino Pinelli Luciani
Pour les articles homonymes, voir Luciani.
Agostino Pinelli Luciani a été le 88e doge de Gênes du 1er avril 1609 au 1er avril 1611.